# Педуре
Педуре (рум. Pădure) — село у повіті Алба в Румунії. Входить до складу комуни Бучердя-Гриноасе.
Село розташоване на відстані 261 км на північний захід від Бухареста, 26 км на північний схід від Алба-Юлії, 68 км на південь від Клуж-Напоки, 146 км на північний захід від Брашова.

## Населення
За даними перепису населення 2002 року у селі проживали 25 осіб.
Національний склад населення села:
| Національність | Кількість осіб | Відсоток |
| -------------- | -------------- | -------- |
| румуни         | 13             | 52,0%    |
| угорці         | 12             | 48,0%    |

Рідною мовою назвали:
| Мова      | Кількість осіб | Відсоток |
| --------- | -------------- | -------- |
| румунська | 14             | 56,0%    |
| угорська  | 11             | 44,0%    |